# 戴维·麦肯齐
戴维·麦肯齐（英語：David McKenzie，1936年7月15日—1981年8月10日），澳大利亚男子击剑运动员。他曾代表澳大利亚参加1962年大英帝国和英联邦运动会击剑比赛，获得一枚银牌。